# 周延礼
周延礼（1956年6月—），男，汉族，山东即墨人，中华人民共和国政治人物，曾任中国保险监督管理委员会副主席、党委副书记，现任第十三届全国政协委员。